# Clinopodium bucheri
Clinopodium bucheri là một loài thực vật có hoa trong họ Hoa môi. Loài này được (P.Wilson) Harley mô tả khoa học đầu tiên năm 2000.